# Crassula ruamahanga
Crassula ruamahanga (лат.) — вид суккулентных растений рода Толстянка (Crassula) семейства Толстянковые (Crassulaceae), эндемично произрастающий на территории Новой Зеландии.

## Название
Родовое латинское название Crassula происходит от латинского слова crassus, — «толстый», в основном из-за присутствия у растений этого рода сочных листьев.
Видовой латинский эпитет ruamahanga происходит от названия реки Руамаханга на юго-востоке Северного острова Новой Зеландии, рядом с которой произрастает это растение.

## Ботаническое описание

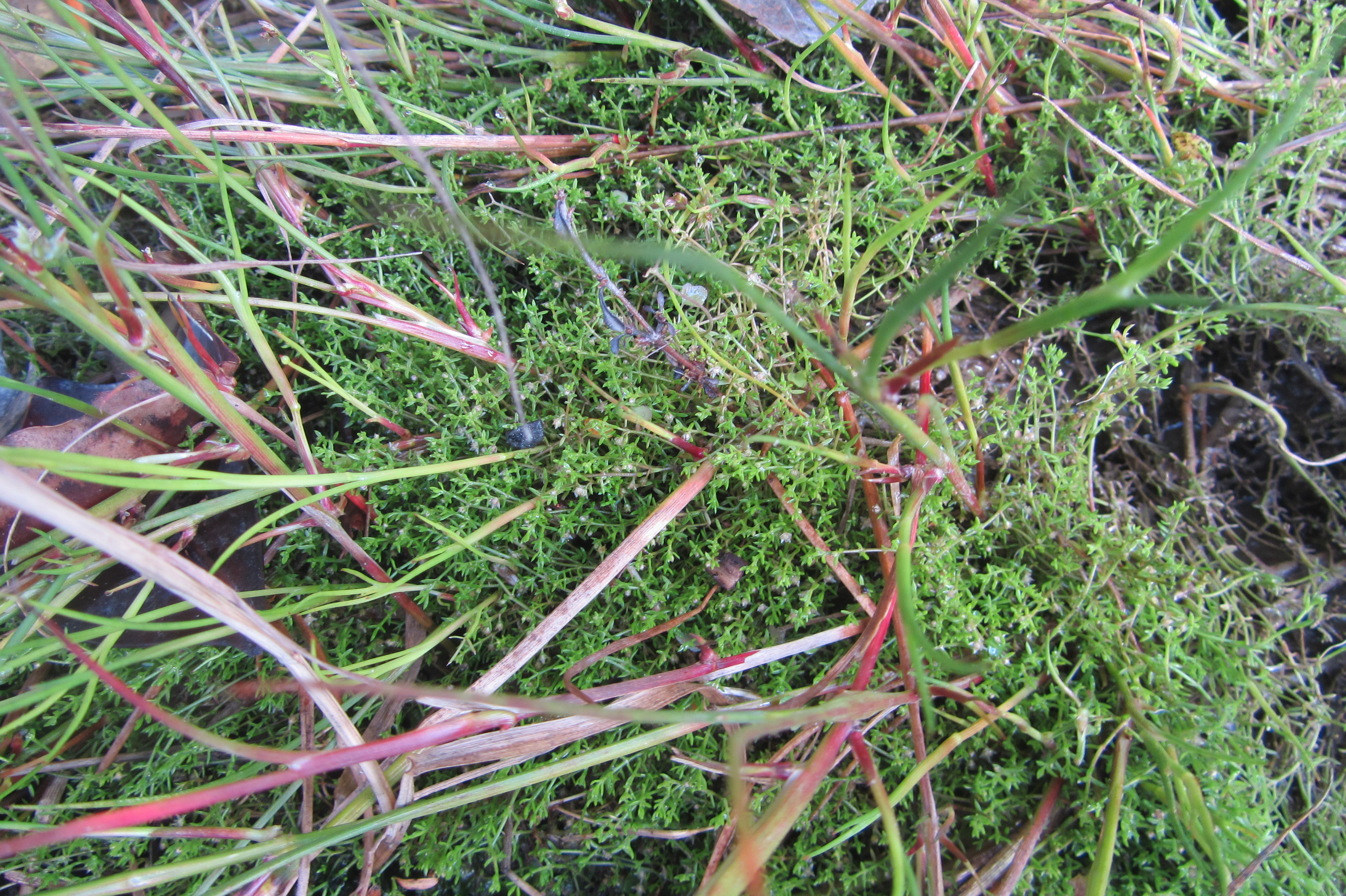
Ярко-зеленый коврик

Многолетняя трава, образующую от мелких до крупных рассеянных или плотных ярко-зеленых ковриков. Стебли зеленые или розовые, стелющиеся, укореняющиеся в узлах, с восходящими кончиками, сильно разветвленные. Листья при основании сросшиеся, 1,3-8 х 0,4-1,5 мм, толщиной 0,2-0,6 мм, ланцетные, линейно-ланцетные или эллиптические ланцетные, сверху уплощенные или слегка вогнутые, снизу выпуклые, верхушка обычно резко острая, коротко заостренная или остроконечная, иногда тупая.
Цветки одиночные в пазухах листьев, едва ароматные, звездчатые, 4-членные, 1,8-2,5 мм в диаметре; цветоножки 0,5-1 мм, при плодоношении едва удлиняющиеся, доли чашечки 0,8-1 х 0,4-0,6 мм, треугольные или треугольно-яйцевидные, белые или розово-румянистые, острые, резко острые, иногда тупые, чашечка слегка или значительно. Листовки гладкие. Семена длиной 0,5 мм.
Цветы могут присутствовать круглый год.

## Распространение и экология
Вид эндемичен и обитает от реки Вайроа к югу до острова Стюарт, включая остров Чатем. На Северном острове он наиболее распространен в Вайрарапе, а на Южном острове — на равнинах Саутленда. Он встречается от уровня моря до низменностей (реже ниже гор) (0–500 м над уровнем моря). Этот вид условно-патогенен и может процветать в любой влажной открытой среде обитания. Его излюбленной средой обитания, по-видимому, являются берега рек, илистые лощины и заводи в низинных аллювиальных лесах.
Вид Crassula hunua трудно отличить от этого вида, основные различия заключаются в форме листьев и лепестков, а также в размерах чашелистика.

## Таксономия
Crassula ruamahanga A.P.Druce, первое упоминание в New Zealand J. Bot. 25: 128 (1987).

### Синонимы
Гомотипные (основанные на одном и том же номенклатурном типе):
- Crassula acutifolia (Kirk) A.P.Druce & Given, nom. illeg.
- Tillaea acutifolia Kirk